# 코마르노

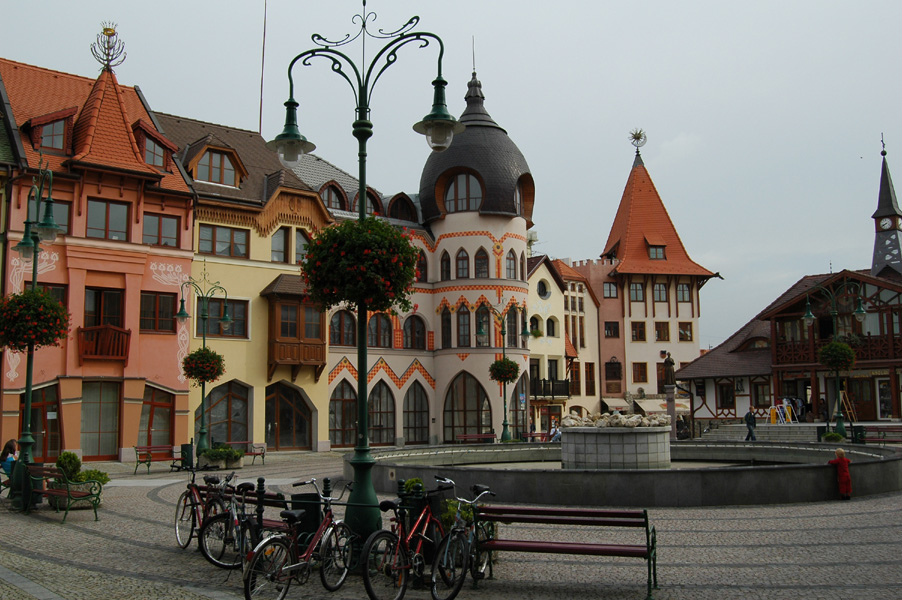
코마르노

코마르노(슬로바키아어: Komárno, 헝가리어: Komárom 코마롬[*], 독일어: Komorn 코모른[*])는 슬로바키아 남서부 니트라 주에 위치한 도시로, 면적은 102.807km2, 높이는 110m, 인구는 36,279명(2006년 기준), 인구 밀도는 687명/km2이다. 헝가리 국경과 가까운 편이며 다뉴브강과 바흐강이 합류하는 하항 도시이다.
원래는 하나의 도시였지만 1920년 체코슬로바키아가 독립하면서 헝가리령인 코마롬(Komárom)과 체코슬로바키아령인 코마르노(Komárno)로 나뉘게 되었다.

시 문장